# Abul-Simbel
Os templos de Abul-Simbel são dois enormes templos esculpidos na rocha em Abu Simbel (em árabe: أبو سمبل), uma vila na província de Assuão, Alto Egito, perto da fronteira com o Sudão. Eles estão situados na margem oeste do Lago Nasser, cerca de 230 km sudoeste de Assuão (cerca de 300 km de carro). O complexo faz parte do Patrimônio Mundial da UNESCO conhecido como "Monumentos Núbios", que vão de Abul-Simbel rio abaixo até Filas (perto de Assuão). Os templos gêmeos foram originalmente esculpidos na encosta da montanha no século XIII a.C., durante o reinado da XIX Dinastia do faraó Ramessés II. Eles servem como um monumento duradouro ao rei, sendo que sua esposa Nefertari e filhos podem ser vistos em figuras menores a seus pés, considerados de menor importância. Isso comemora sua vitória na Batalha de Cades. Suas enormes figuras externas em relevo rochoso se tornaram icônicas.
O complexo foi totalmente realocado em 1968 sob a supervisão de um arqueólogo polonês, Kazimierz Michałowski, do Centro Polonês de Arqueologia do Mediterrâneo da Universidade de Varsóvia, em uma colina artificial feita de uma estrutura abobadada, bem acima da Grande Barragem de Assuã reservatório. A realocação dos templos foi necessária ou eles teriam sido submersos durante a criação do Lago Nasser, o enorme reservatório de água artificial formado após a construção da Grande Barragem de Aswan no Rio Nilo. O projeto foi realizado como parte da Campanha de Salvamento da Núbia, da UNESCO.

## História

### Construção

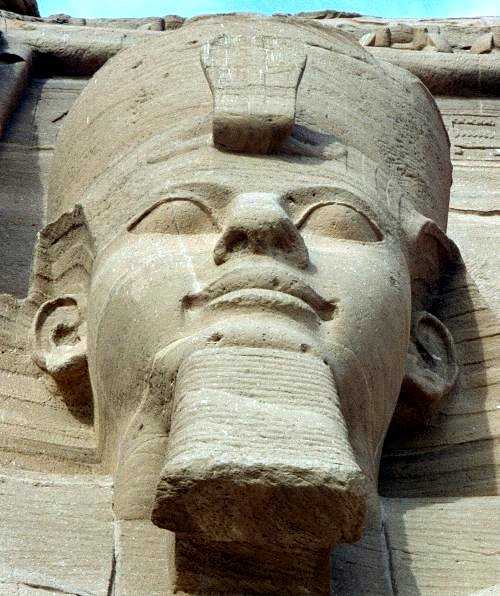
Ramessés II, Abul-Simbel

Durante seu reinado, Ramessés II embarcou em um extenso programa de construção em todo o Egito e Núbia, que o Egito controlava. A Núbia era muito importante para os egípcios porque era uma fonte de ouro e muitos outros bens comerciais preciosos. Ele, portanto, construiu vários grandes templos ali a fim de impressionar o poder dos núbios no Egito e egípcios para o povo da Núbia. Os templos mais proeminentes são os templos talhados na rocha perto da moderna vila de Abu Simbel, na Segunda Catarata do Nilo, a fronteira entre a Baixa Núbia e a Alta Núbia. Existem dois templos, o Grande Templo, dedicado ao próprio Ramessés II, e o Pequeno Templo, dedicado à sua esposa principal, a Rainha Nefertari.
A construção do complexo do templo começou por volta de 1264 a.C. e durou cerca de 20 anos, até 1 244 a.C.. Era conhecido como o "Templo de Ramessés, amado por Amon".

### Redescoberta
Com o passar do tempo, os templos caíram em desuso e acabaram ficando cobertos de areia. Por volta do século VI a.C., a areia já cobria as estátuas do templo principal até os joelhos. O templo foi esquecido até 1813, quando o orientalista suíço Johann Ludwig Burckhardt encontrou o friso superior do templo principal. Burckhardt falou sobre sua descoberta com o explorador itáliano Giovanni Belzoni, que viajou até o local, mas não conseguiu cavar uma entrada para o templo. Belzoni voltou em 1817, desta vez com sucesso em sua tentativa de entrar no complexo. Uma descrição detalhada dos templos, junto com desenhos contemporâneos, pode ser encontrada em Descrição do Egito de Edward William Lane (1825–1828).

### Relocação

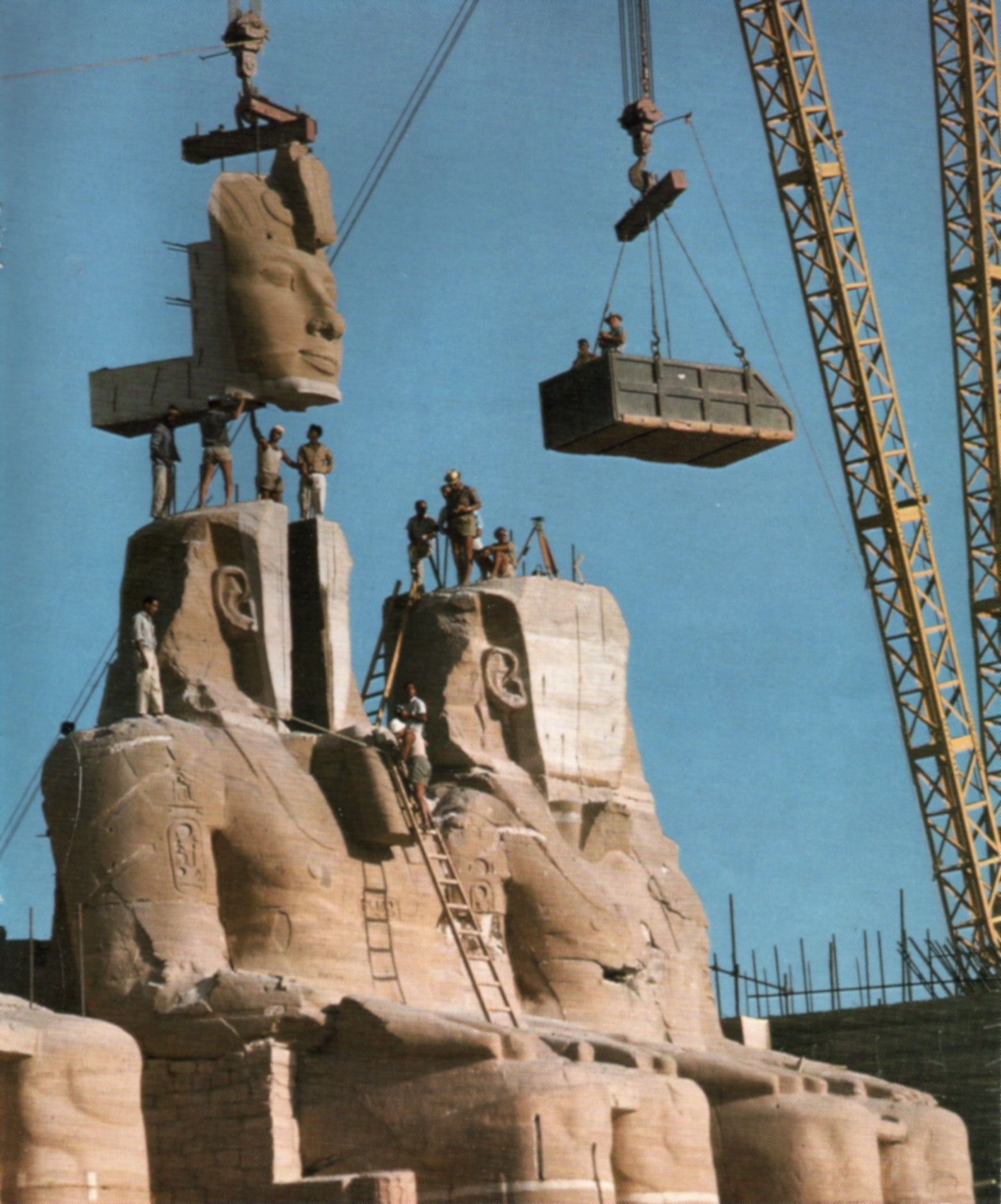
A estátua de Ramessés II no Grande Templo é remontada após ser movida em 1967 para salvá-la de inundações

Em 1959, uma campanha internacional de doações para salvar os monumentos da Núbia começou: as relíquias mais meridionais desta antiga civilização humana estavam sob a ameaça da elevação das águas do Nilo que estava prestes a resultar da construção da Grande Barragem de Assuã.
Um esquema para salvar os templos foi baseado na ideia de William MacQuitty de construir uma represa de água doce clara ao redor dos templos, com a água dentro mantida na mesma altura do Nilo. Deveria haver câmaras de visualização subaquáticas. Em 1962 a ideia foi transformada em proposta pelos arquitetos Jane Drew e Maxwell Fry e pelo engenheiro civil Ove Arup. Eles consideravam que a construção dos templos ignorava o efeito da erosão do arenito pelos ventos do deserto. No entanto, a proposta, embora reconhecida como extremamente elegante, foi rejeitada.
A recuperação dos templos de Abul-Simbel começou em 1964 por uma equipe multinacional de arqueólogos, engenheiros e operadores de equipamentos pesados qualificados trabalhando juntos sob a bandeira da UNESCO; custava cerca de 40 milhões de dólares na época (equivalente a 300 milhões em dólares de 2017). Entre 1964 e 1968, todo o sítio arqueológico foi cuidadosamente cortado em grandes blocos (até 30 toneladas, com média de 20 toneladas), desmontado, içado e remontado em um novo local 65 metros mais alto e 200 metros atrás do rio, em um dos maiores desafios da engenharia arqueológica na história.

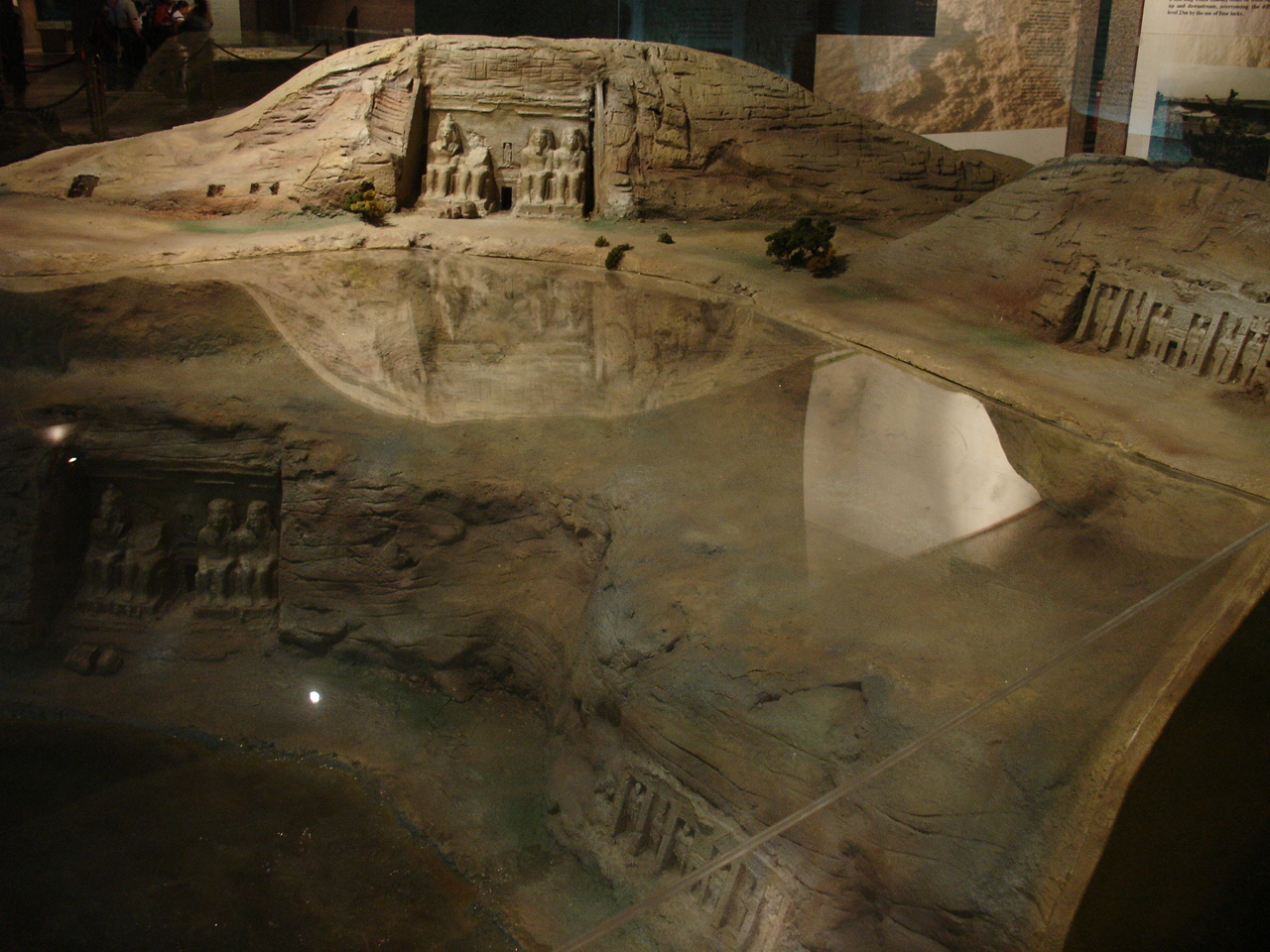
Um modelo em escala que mostra a localização original e atual do templo (em relação ao nível da água) no Museu Núbio, em Assuã

Algumas estruturas foram até salvas debaixo das águas do Lago Nasser. Hoje, algumas centenas de turistas visitam os templos diariamente. Muitos visitantes também chegam de avião a um campo de aviação que foi construído especialmente para o complexo do templo, ou por estrada saindo de Assuã, a cidade mais próxima.
O complexo consiste em dois templos. O maior é dedicado a Rá-Haraqueti, Ptá e Ámon, as três divindades estatais do Egito da época, e apresenta quatro grandes estátuas de Ramessés II na fachada. O templo menor é dedicado à deusa Hator, personificada por Nefertari, a mais amada das muitas esposas de Ramessés. O templo agora está aberto ao público.

## Grande Templo

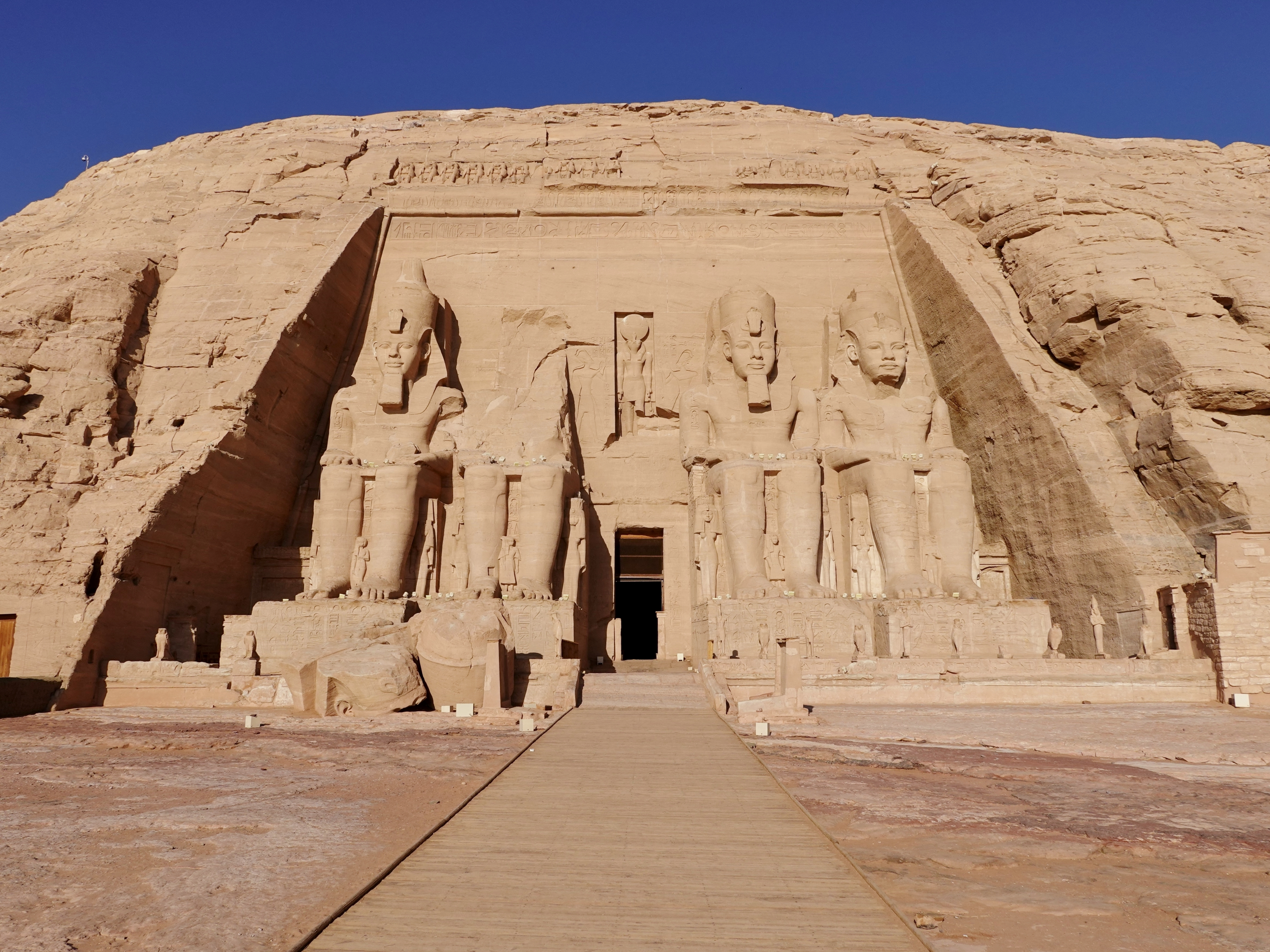
Fachada do Grande Templo

O Grande Templo de Abul-Simbel, que levou cerca de vinte anos para ser construído, foi concluído por volta do ano 24 do reinado de Ramessés (que corresponde a 1265 a.C.). Foi dedicado aos deuses Ámon, Rá-Horaqueti e Ptá, bem como ao próprio Ramessés deificado. É geralmente considerado o mais grandioso e mais belo dos templos encomendados durante o reinado de Ramessés II e um dos mais belos do Egito.

### Entrada
A entrada única é ladeada por quatro colossais, 20 m estátuas, cada uma representando Ramessés II sentado em um trono e usando a coroa dupla do Alto e do Baixo Egito. A estátua imediatamente à esquerda da entrada foi danificada por um terremoto, fazendo com que a cabeça e o torso caíssem; esses pedaços caídos não foram restaurados na estátua durante a realocação, mas colocados aos pés da estátua nas posições originalmente encontradas. Ao lado das pernas de Ramessés há várias outras estátuas menores, nenhuma mais alta do que os joelhos do faraó, representando: sua esposa principal, Nefertari Meritemute; sua rainha mãe Mute-Tuia; seus primeiros dois filhos, Amenerquepexefe e Ramessés B; e suas primeiras seis filhas: Bintanath, Baketmut, Nefertari, Meritamon, Nebettawy e Iseteneferte. 
A fachada atrás dos colossos é 33 m de altura e 38 m de largura. Ele carrega um friso representando vinte e dois babuínos adorando o sol nascente com os braços erguidos e uma estela registrando o casamento de Ramessés com uma filha do rei Hatusil III, que selou a paz entre o Egito e os hititas.
A própria porta de entrada é encimada por imagens em baixo-relevo do rei adorando o Rá-Horakhty com cabeça de falcão, cuja estátua fica em um grande nicho. Rá segura um hieróglifo e uma pena em sua mão direita, com Maat (a deusa da verdade e da justiça) em sua esquerda; este é um criptograma para o nome do trono de Ramesses II.

### Interior

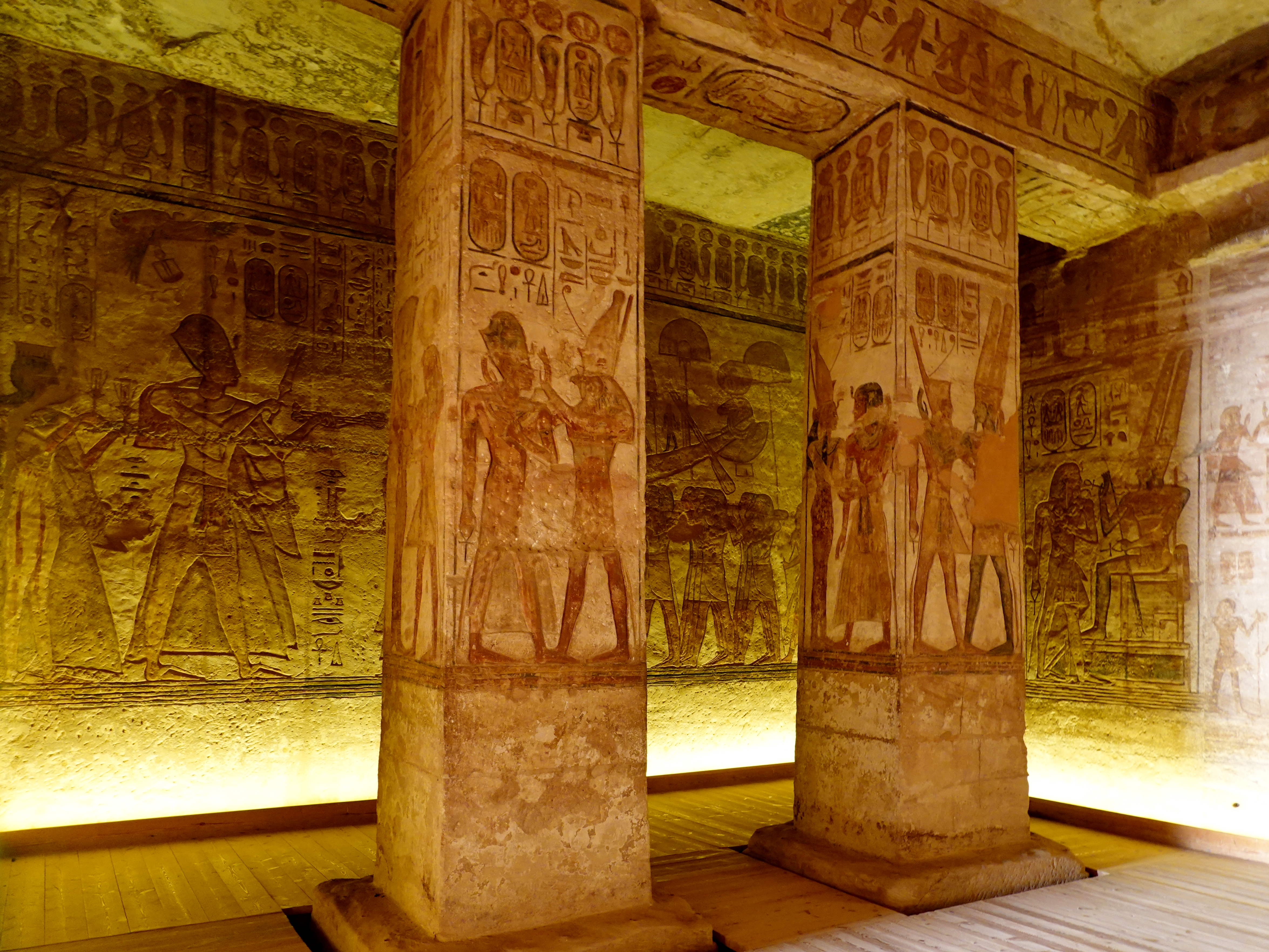
Interior do Grande Templo

A parte interna do templo tem o mesmo layout triangular que segue a maioria dos templos egípcios antigos, com salas diminuindo de tamanho a partir da entrada do santuário. O templo é complexo em estrutura e bastante incomum por causa de suas muitas câmaras laterais. O salão hipostilo (às vezes também chamado de pronau) tem 18 m de comprimento e 16,7 m de largura e é suportado por oito enormes pilares representando o deificado Ramessés ligado ao deus Osíris, o deus da fertilidade, agricultura, vida após a morte, os mortos, ressurreição, vida e vegetação, para indicar a natureza eterna do faraó. As estátuas colossais ao longo da parede esquerda exibem a coroa branca do Alto Egito, enquanto as do lado oposto usam a coroa dupla do Alto e do Baixo Egito. Os baixos-relevos nas paredes do pronaos retratam cenas de batalha nas campanhas militares que Ramessés empreendeu. Grande parte da escultura é dada à Batalha de Cades, no rio Orontes, na atual Síria, na qual o rei egípcio lutou contra os hititas. O relevo mais famoso mostra o rei em sua carruagem atirando flechas contra seus inimigos em fuga, que estão sendo feitos prisioneiros. Outras cenas mostram vitórias egípcias na Líbia e na Núbia.
Do salão hipostilo entra-se no segundo salão com pilares, que possui quatro pilares decorados com belas cenas de oferendas aos deuses. Existem representações de Ramessés e Nefertari com os barcos sagrados de Amom e Rá-Horaqueti. Este salão dá acesso a um vestíbulo transversal, no meio do qual se encontra a entrada do santuário. Aqui, em uma parede preta, estão esculturas talhadas na rocha de quatro figuras sentadas: Rá-Horaqueti, o rei deificado Ramessés e os deuses Ámon Rá e Ptá, as principais divindades naquele período e seus centros de culto estavam em Heliópolis, Tebas e Mênfis, respectivamente.

## Templo Pequeno

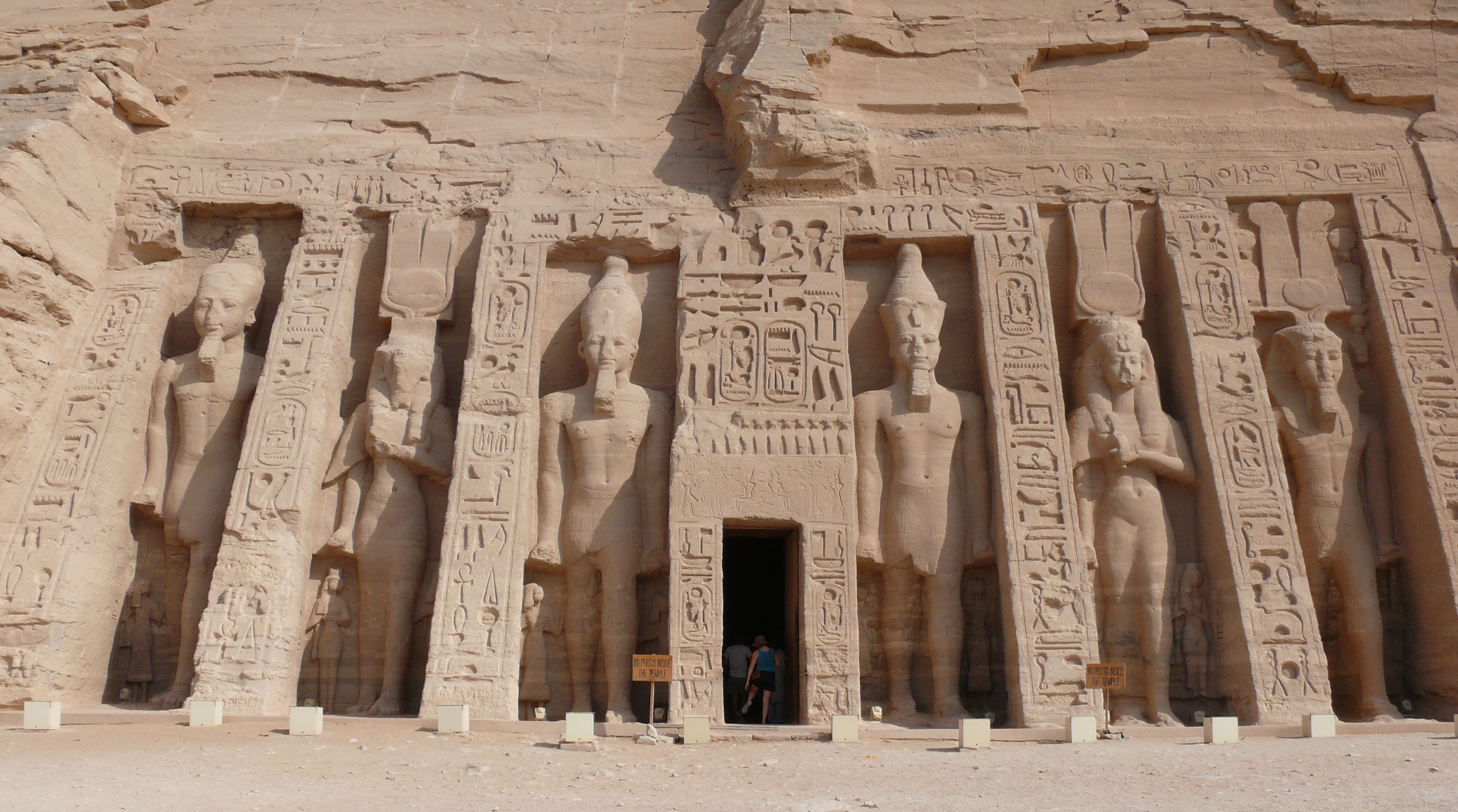
O Pequeno Templo após a realocação

O templo de Hator e Nefertari, também conhecido como o Pequeno Templo, foi construído por volta de 100 m a nordeste do templo de Ramessés II e foi dedicado à deusa Hator e a consorte de Ramessés, Nefertari. Na verdade, esta foi a segunda vez na história do antigo Egito que um templo foi dedicado a uma rainha. Na primeira vez, Akhenaton dedicou um templo a sua grande esposa real, Nefertiti. A fachada talhada na rocha é decorada com dois grupos de colossos separados pelo grande portal. As estátuas, pouco mais de 10 m alto, são do rei e de sua rainha. Em cada lado do portal estão duas estátuas do rei, usando a coroa branca do Alto Egito (colosso do sul) e a coroa dupla (colosso do norte); estes são flanqueados por estátuas da rainha.
Notavelmente, este é um dos poucos exemplos na arte egípcia em que as estátuas do rei e de sua consorte têm o mesmo tamanho. Tradicionalmente, as estátuas das rainhas ficavam próximas às do faraó, mas nunca eram mais altas do que seus joelhos. Ramessés foi para Abul-Simbel com sua esposa no 24º ano de seu reinado. Como o Grande Templo do rei, existem pequenas estátuas de príncipes e princesas ao lado de seus pais. Neste caso, eles estão posicionados simetricamente: no lado sul (à esquerda quando se enfrenta o portal) estão, da esquerda para a direita, os príncipes Meryatum e Meryre, as princesas Meritamon e Henuttawy e os príncipes Rahirwenemef e Amenerquepexefe, enquanto em no lado norte, as mesmas figuras estão na ordem inversa. A planta do Pequeno Templo é uma versão simplificada da do Grande Templo.

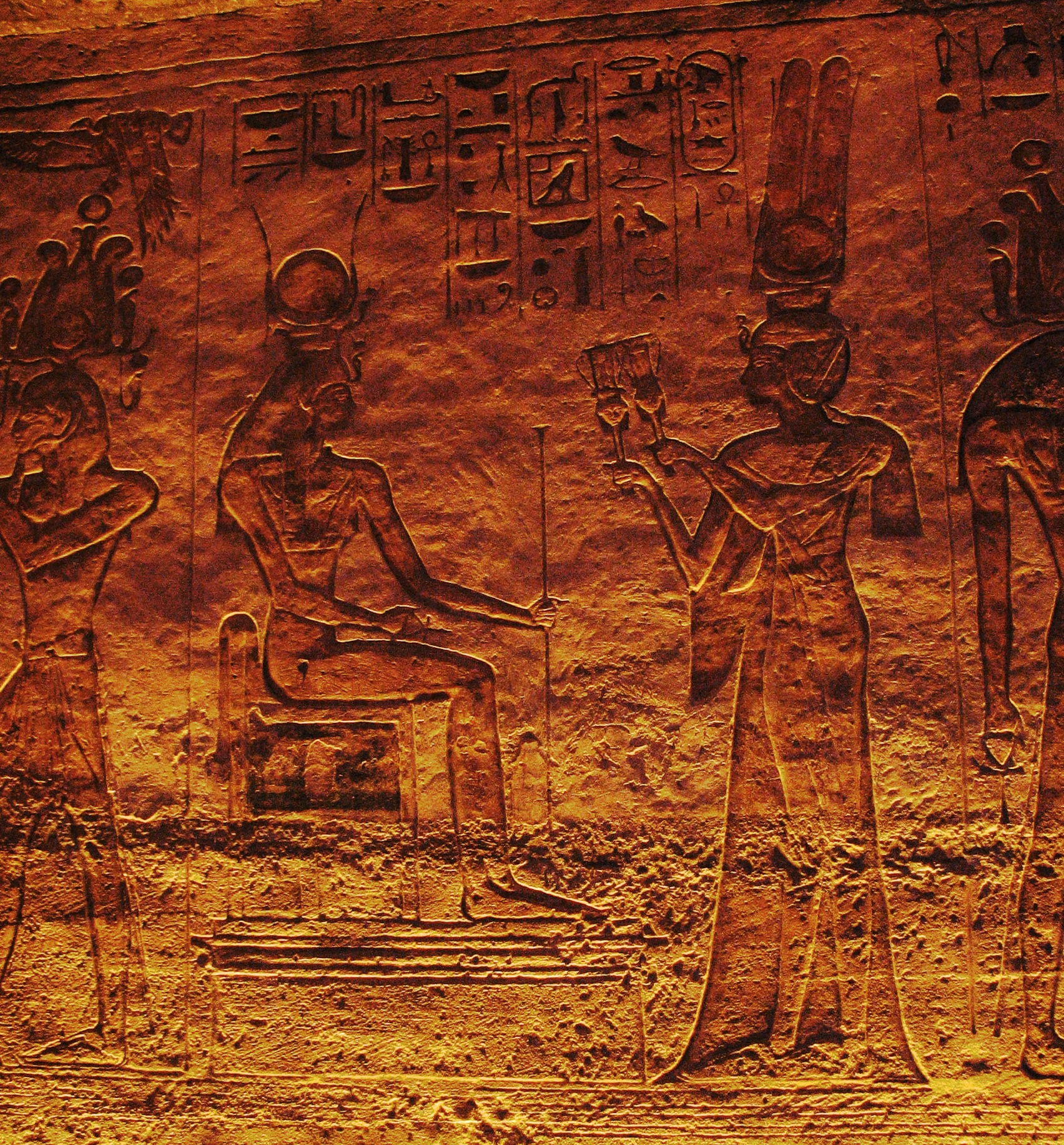
Nefertari oferecendo sistros para a deusa Hator sentada, friso dentro do Pequeno Templo

Como no templo maior dedicado ao rei, o salão hipostilo no templo menor é sustentado por seis pilares; neste caso, entretanto, eles não são pilares de Osíris representando o rei, mas são decorados com cenas com a rainha tocando o sistro (um instrumento sagrado para a deusa Hator), junto com os deuses Hórus, Quenúbis, Quespisquis e Tote, e as deusas Hator, Ísis, Maat, Mut de Asher, Sátis e Tuéris; em uma cena, Ramessés apresenta flores ou queima incenso. Os capitéis dos pilares exibem o rosto da deusa Hator; este tipo de coluna é conhecido como hatorica. Os baixos-relevos no salão com pilares ilustram a deificação do rei, a destruição de seus inimigos no norte e no sul (nessas cenas, o rei é acompanhado por sua esposa) e a rainha fazendo oferendas às deusas Hator e Mut. Ao hall hipostilo segue-se um vestíbulo, cujo acesso se dá por três grandes portões. Nas paredes sul e norte desta câmara, há dois baixos-relevos do rei e sua consorte apresentando plantas de papiro a Hator, que é representado como uma vaca em um barco navegando em um bosque de papiros. Na parede oeste, Ramessés II e Nefertari são retratados fazendo oferendas ao deus Hórus e às divindades das Cataratas - Sátis, Anúbis e Khnum.
O santuário talhado na rocha e as duas câmaras laterais são conectados ao vestíbulo transversal e alinhados com o eixo do templo. Os baixos-relevos nas paredes laterais do pequeno santuário representam cenas de oferendas a vários deuses feitas pelo faraó ou pela rainha. Na parede posterior, que fica a oeste ao longo do eixo do templo, há um nicho no qual Hator, como uma vaca divina, parece estar saindo da montanha: a deusa é retratada como a Senhora do templo dedicado a ela e à rainha Nefertari, que está intimamente ligada à deusa.